# Baringosjön

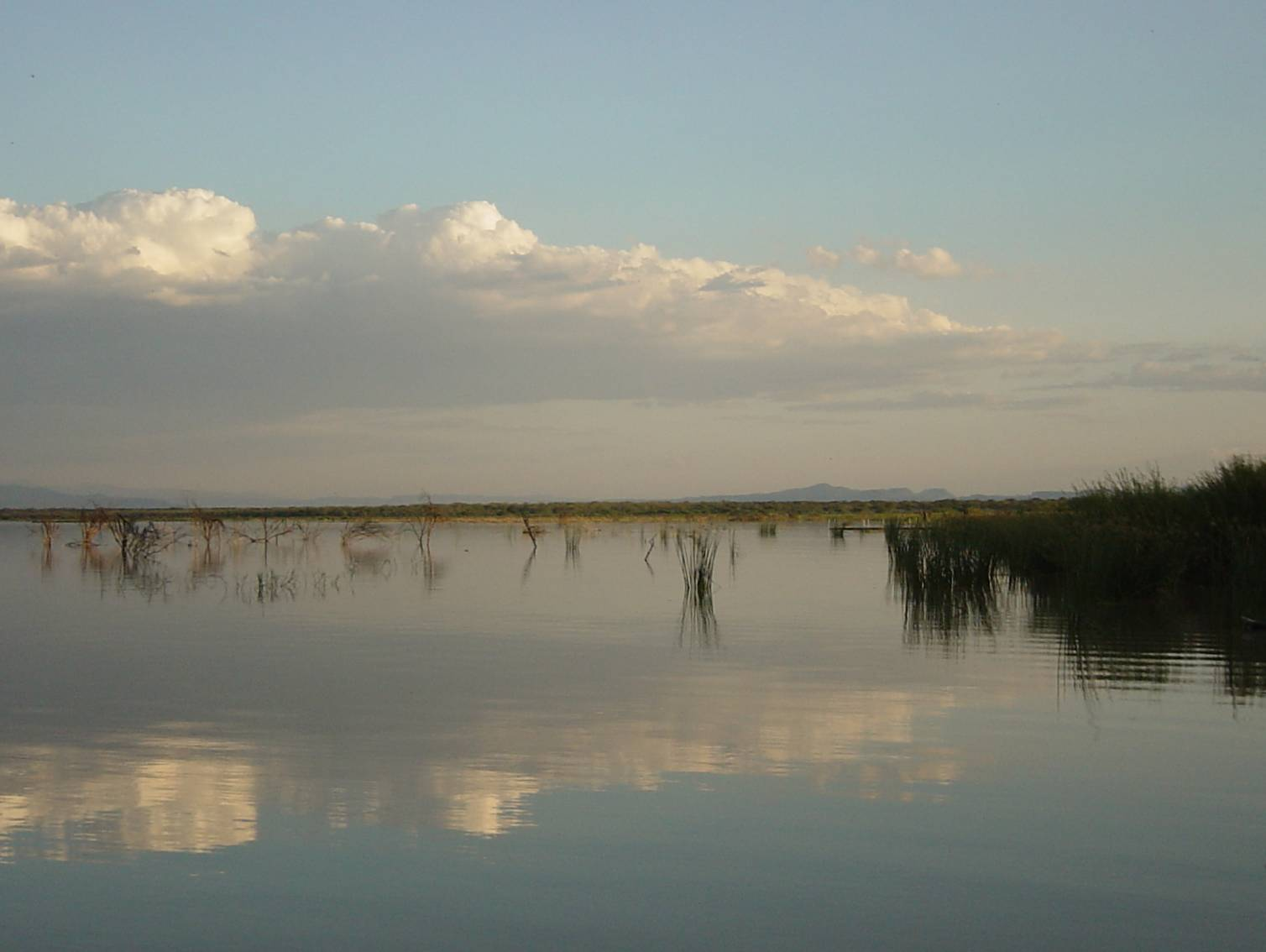
Baringosjön

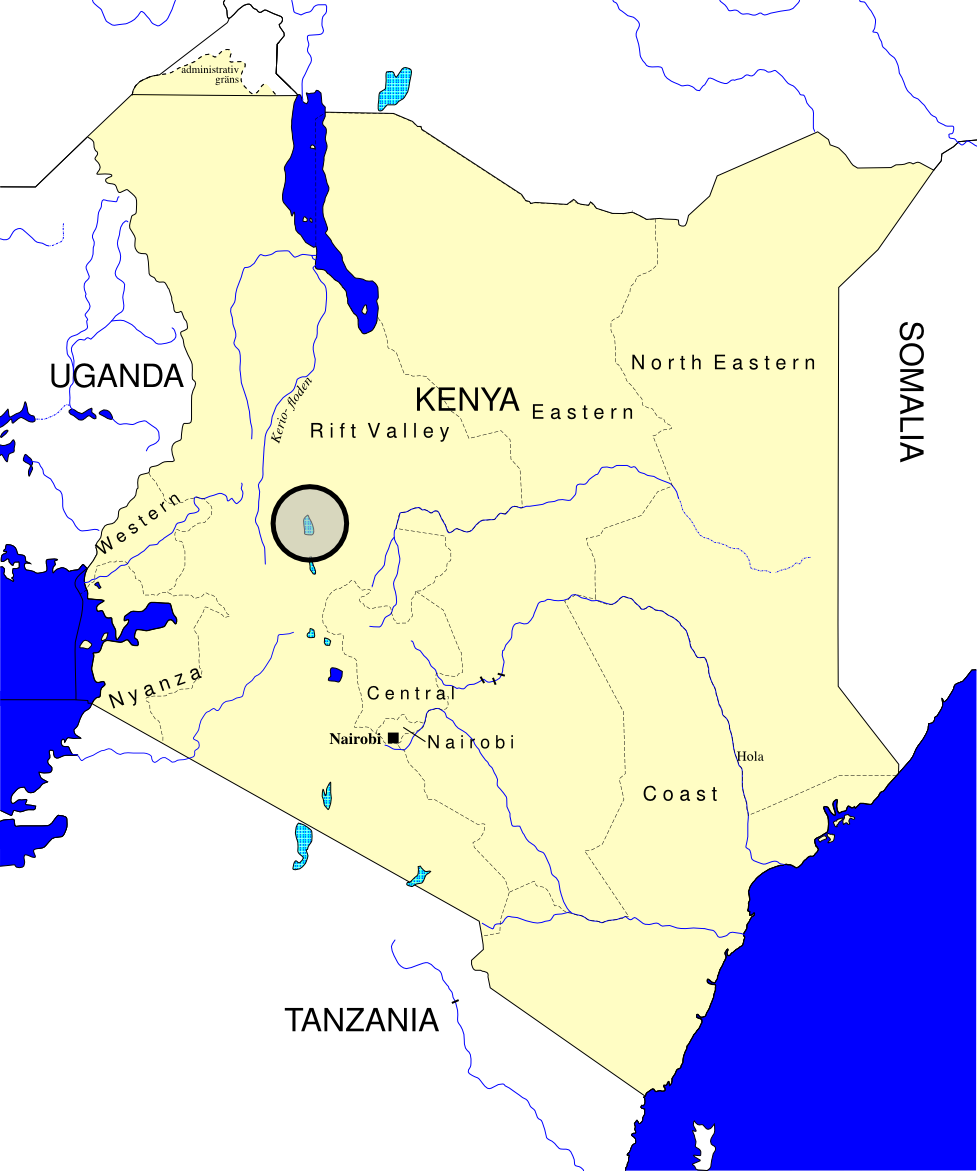
Baringosjöns läge i Kenya.

Baringosjön är en sjö i Kenya. Den är känd för sitt djurliv eftersom det finns många arter av fåglar där. Baringosjön ingår i Östafrikanska gravsänkesystemet och är en sötvattensjö som saknar utlopp.
Sjön har givit namn till det administrativa distriktet Baringo.